# Margaret Bryan
Margaret Bryan, död efter 1815, var en engelsk naturfilosof, författare och skolledare. Hon skrev och utgav uppmärksammade fackböcker i vetenskap, vilket på den tiden var ovanligt för en kvinna, mellan 1797 och 1815. Inte mycket är känt om hennes privatliv, utöver att hon vid något tillfälle var gift, fick minst två döttrar och drev en flickskola i London. 

## Verk
- Compendious System of Astronomy, 1797
- Lectures on Natural Philosophy, 1806
- Astronomical and Geographical Class Book for Schools, 1815